# Hookerton (Caroline du Nord)
Hookerton est une ville américaine située dans le comté de Greene dans l'État de Caroline du Nord. En 2010, sa population était de 409 habitants.

## Démographie
| 1870 | 1880 | 1890 | 1900 | 1910 | 1920 |
| ---- | ---- | ---- | ---- | ---- | ---- |
| 163  | 179  | 173  | 139  | 204  | 294  |

| 1930 | 1940 | 1950 | 1960 | 1970 | 1980 |
| ---- | ---- | ---- | ---- | ---- | ---- |
| 307  | 319  | 253  | 358  | 441  | 460  |

| 1990 | 2000 | 2010 | - | - | - |
| ---- | ---- | ---- | - | - | - |
| 422  | 467  | 409  | - | - | - |

## Source de la traduction
- (en) Cet article est partiellement ou en totalité issu de l’article de Wikipédia en anglais intitulé « Hookerton, North Carolina » (voir la liste des auteurs).